# Holotrichia staudingeri
Holotrichia staudingeri är en skalbaggsart som beskrevs av Brenske 1892. Holotrichia staudingeri ingår i släktet Holotrichia och familjen Melolonthidae. Inga underarter finns listade i Catalogue of Life.